# Сура Ас-Саффат
Сура Ас-Саффат (араб. سورة الصافات‎) або Вишикувані — тридцять сьома сура Корану. Мекканська, містить 182 аяти.